# Allonautilus scrobiculatus
Allonautilus scrobiculatus is een inktvissensoort uit de familie Nautilidae, een familie die tot de stam der weekdieren (Mollusca) behoort. Allonautilus scrobiculatus is een soort van het zoute water. Het is een aaseter die ook kleine levende prooien pakt als de mogelijkheid zich voordoet.
De wetenschappelijke naam van de soort werd in 1786 gepubliceerd door John Lightfoot als Nautilus scrobiculatus.
De soort komt voor in het tropisch deel van het West-Pacifisch gebied, te weten ten noordoosten van Papoea-Nieuw-Guinea: Manus en de Bismarck-archipel.